# Four Ball golf
Four Ball es un formato de juego en el juego de golf. También se lo conoce como la mejor bola o una bola más adecuada.
En una competencia de juego por golpes, los competidores se emparejan y juegan como un equipo. Cada golfista juega su propia bola; el puntaje del equipo en cada hoyo es el puntaje más bajo de los dos jugadores. Solo se requiere uno de un par para completar cada hoyo. Los ganadores son el equipo con el puntaje agregado más bajo en un número determinado de hoyos. Desde 2017, este formato, junto con los foursomes, ha sido utilizado por el Zurich Classic en el PGA Tour.
En una competencia de match play, una fourball consiste en dos equipos de dos jugadores que compiten directamente uno contra el otro. Los cuatro golfistas juegan sus propias bolas durante toda la ronda (en lugar de disparos alternados); cada agujero es ganado por el equipo cuyo miembro tiene el puntaje más bajo. Esta forma de golf se juega comúnmente en competiciones de golf en equipo como Ryder Cup, Solheim Cup y Presidents Cup.